# Kautta
Kautta är en ö i Finland. Den ligger i sjön Puruvesi och i kommunen Nyslott i  landskapet Södra Savolax, i den sydöstra delen av landet, 300 km nordost om huvudstaden Helsingfors. Öns area är 17,2 hektar och dess största längd är 0,5 kilometer i öst-västlig riktning.